# Gesaffelstein
Mike Lévy (mais conhecido pelo seu nome artístico Gesaffelstein) é um produtor musical e DJ francês. Lançou vários remixes para músicas de Tiga, Miss Kittin, ASAP Rocky e Lana Del Rey. Produziu duas faixas do álbum Yeezus, o sexto LP do rapper americano Kanye West: "Black Skinhead" e "Send It Up". Ambas as faixas também foram produzidas pelos franceses Daft Punk e Brodinski. Gesaffelstein lançou seu primeiro álbum de estúdio, chamado ALEPH, em 28 de outubro de 2013, através das gravadoras Parlophone e EMI. O álbum estava em produção desde 2011. O seu remix de "Shockwave", do também francês The Hacker, está na trilha sonora do jogo Grand Theft Auto V.
Em 2018, colaborou em duas faixas do EP My Dear Melancholy,, de The Weeknd: "I Was Never There", e "Hurt You".

## Nome
A origem do nome "Gesaffelstein" é uma palavra-valise, ou seja, é uma junção de palavras, neste caso "Gesamtkunstwerk" e "Albert Einstein".

## Lançamentos
- Vengeance Factory (2008, OD)
- Modern Walk (2008, 0D)
- The Operator (2009, ZONE)
- Variations (2010, Turbo)
- Conspiracy Parts 1 & 2 (2011, Turbo)
- Crainte & Errance (com The Hacker, 2011, ZONE)
- Bromance 1 (com Brodinski, 2011, Bromance)
- Bromance 4 (2012, Bromance)
- Aleph (2013)
- Maryland (2015, trilha sonora para o filme Maryland)
- Hyperion (Columbia)
- GAMMA (Columbia)

Singles
- "Pursuit" - Single (2013, EMI Music França)
- "Hate or Glory" (2013, OWSLA, Bromance, Parlophone)
- "In Distress" (2014, colaboração com A$AP Rocky)
- "Conquistador" (2015, colaboração com Jean Michel Jarre)[4]
- "Reset" (2018)
- "Lost in the Fire" (2019, colaboração com The Weeknd)
- "Hard Dreams" (2024, colaboração com Yan Wagner)